# Rio Ave FC
Rio Ave Futebol Clube – portugalski klub piłkarski z siedzibą w Vila do Conde, występujący w Primeira Liga.

## Historia
Rio Ave Futebol Clube został założony w 1939 roku. W sezonie 1981/1982 zajął piątą pozycję w tabeli portugalskiej ekstraklasy, co jak na razie jest najlepszym wynikiem zespołu w rozgrywkach ligowych. W kolejnym sezonie drużyna Rio Ave dotarła do finału Pucharu Portugalii, w którym przegrała 1:4 z FC Porto. Rio Ave dwa razy zwyciężało w rozgrywkach drugiej ligi – w sezonach 1995/1996 oraz 2002/2003. W sezonie 2014/2015 po raz pierwszy w historii zakwalifikował się do Ligi Europy. W sezonie 2020/2021 klub spadł z Primeira Ligi, po przegranych barażach. Po spadku zakontraktował 35-letnim trenera Luísa Freire, który wywalczył awans w sezonie 2021/2022.

## Skład w sezonie 2021/2022
Stan na 23 października 2021.
| Nr | Poz. | Piłkarz                                    |
| -- | ---- | ------------------------------------------ |
| 2  | OB   | Junio                                      |
| 3  | OB   | Ângelo Meneses                             |
| 5  | OB   | Hugo Gomes                                 |
| 6  | PO   | Gonçalo Rodrigues                          |
| 8  | PO   | Vítor Gomes (kapitan)                      |
| 9  | NA   | Ronan Jerônimo                             |
| 13 | OB   | Alhassane Sylla                            |
| 14 | PO   | Joca                                       |
| 17 | NA   | Ukra                                       |
| 18 | BR   | Jhonatan (wypożyczony z Vitórii SC)        |
| 19 | NA   | Pedro Mendes (wypożyczony ze Sportingu CP) |
| 20 | OB   | Costinha                                   |
| 21 | PO   | João Graça                                 |

| Nr | Poz. | Piłkarz                                      |
| -- | ---- | -------------------------------------------- |
| 22 | BR   | Léo Vieira                                   |
| 24 | OB   | Pedro Amaral                                 |
| 25 | NA   | Zé Manuel                                    |
| 27 | PO   | Rúben Gonçalves                              |
| 33 | OB   | Aderllan Santos                              |
| 36 | OB   | Savio                                        |
| 42 | OB   | Renato Pantalon                              |
| 70 | PO   | Gabrielzinho                                 |
| 80 | PO   | Kelvin Medina                                |
| 81 | NA   | Abdul-Aziz Yakubu (wypożyczony z Vitórii SC) |
| 90 | NA   | Anderson Cruz                                |
| 95 | NA   | André Pereira                                |

### Piłkarze na wypożyczeniu
| Nr | Poz. | Piłkarz                                      |
| -- | ---- | -------------------------------------------- |
|    | NA   | Gelson (wypożyczony do Al-Wakrah SC)         |
|    | OB   | Nando Pijnaker (wypożyczony do FC Helsingør) |

## Europejskie puchary
Legenda do wszystkich tabel:
- Q – runda eliminacyjna, 1/16, 1/8, 1/4, 1/2 – odpowiednia faza rozgrywek, Grupa – runda grupowa, 1r gr – pierwsza runda grupowa, 2r gr – druga runda grupowa, F – finał, R – runda, PO – play-off
- k. – rzuty karne, los. – losowanie, Dogr. – dogrywka, w. – zasada bramek strzelonych na wyjeździe

| Sezon   | Rozgrywki   | Runda   | Przeciwnik            | Dom             | Wyjazd          | Ogólnie         |
| ------- | ----------- | ------- | --------------------- | --------------- | --------------- | --------------- |
| 2014/15 | Liga Europy | 3Q      | IFK Göteborg          | 0–0             | 1–0             | 1–0             |
| 2014/15 | Liga Europy | PO      | IF Elfsborg           | 1–0             | 1–2             | 2–2, w.         |
| 2014/15 | Liga Europy | Grupa J | Dynamo Kijów          | 0–3             | 0–2             | 4. miejsce      |
| 2014/15 | Liga Europy | Grupa J | Steaua Bukareszt      | 2–2             | 1–2             | 4. miejsce      |
| 2014/15 | Liga Europy | Grupa J | Aalborg BK            | 2–0             | 0–1             | 4. miejsce      |
| 2016/17 | Liga Europy | 3Q      | Slavia Praga          | 1–1             | 0–0             | 1–1, w.         |
| 2018/19 | Liga Europy | 2Q      | Jagiellonia Białystok | 4–4             | 0–1             | 4–5             |
| 2020/21 | Liga Europy | 2Q      | Borac Banja Luka      | 2–0 (W)         | 2–0 (W)         | 2–0 (W)         |
| 2020/21 | Liga Europy | 3Q      | Beşiktaş JK           | 1–1 (W), k: 4–2 | 1–1 (W), k: 4–2 | 1–1 (W), k: 4–2 |
| 2020/21 | Liga Europy | PO      | Milan                 | 2–2 (D), k: 8–9 | 2–2 (D), k: 8–9 | 2–2 (D), k: 8–9 |